# Eli Roth
Eli Raphael Roth (* 18. dubna 1972) je americký filmový režisér, producent a herec. Je známý režií hororového filmu Hostel a jeho pokračování, Hostel : část II. Lidé ho znají také jako Donnyho „Žida Baribala“ Donowitze ve válečném filmu Quentina Tarantina Hanebný Pancharti.

## Život
Eli se narodil v Newtonu, stát Massachusetts. Jeho otec je Dr. Sheldon Roth, psychiatr, psycholog a profesor medicíny na Harvadu. Matka Cora Roth pracuje jako malířka. Jeho prarodiče emigrovali z Rakouska, Maďarska, Ruska a Polska. Eli je židovského původu. Kromě angličtiny umí mluvit francouzsky, italsky a rusky. Začal natáčet už v osmi letech poté, co zhlédl film Ridleyho Scootta-Vetřelci (1979). On a jeho dva bratři Adam a Gabriel, kterým v té době bylo devět, natočili přes sto krátkých filmů před tím, než přešel z Newton South High School a začal navštěvovat filmovou školu na newyorské univerzitě. Aby mohl financovat své filmy, zatímco studoval, pracoval Eli jako on-line kybersex operátor pro Penthouse Magazine, kde se vydával za ženu.
Když se Eli po ukončení studia přestěhoval do Los Angeles, získal svou první práci v Hollywoodu díky herečce Camryn Manheim. Zatímco herečka natáčela show, on zůstával v šatně a pracoval na svých scénářích. Také se setkal s hereččiným bratrancem Howie Nuchowem (bývalý viceprezident Mandalay Sports Entertainment) na rodinném setkání. Následující rok se objevil jeho animovaný projekt Chowdaheads. Sepsal také projekt zvaný The Extra.
V listopadu 2014 se oženil s chilskou modelkou Lorenzou Izzo.

## Filmová kariéra
Na konci studijního období na newyorské filmové univerzitě (1993/94) Eli napsal a zrežíroval studentský film Restaurant Dong jako poctu filmu Reservoir Dogs od Quentina Tarantina. Jeho snímek byl nominován na Student Academy Award 1995.
V roce 1999 se Eli přestěhoval do LA, kde psal, režíroval a animoval a dokonce i namlouval hlasy ke krátkým animovaným filmům Chowdaheads od MSE.